# Jeremias Frederik Abresch
Jeremias Frederik Abresch (Zuidhorn, 28 juni 1816 - Leeuwarden, 3 maart 1885) was een Nederlands jurist.

## Biografie
Abresch was een zoon van notaris en burgemeester van Zuidhorn mr. Frans Izaäk Abresch (1783-1852) en Hebbelina Regnera de Drews (1784-1848). Hij was een broer van burgemeester Hendrik Guichart Abresch (1812-1882). Hij trouwde in 1873 met jkvr. Geertruida Margaretha van Haeften (1832-1876), lid van de familie Van Haeften.
Vanaf 11 december 1875 was Abresch raadsheer bij het gerechtshof Leeuwarden, hetgeen hij tot 3 maart 1885 zou blijven.